# Georgina Bahí i Blanquera
Georgina Bahí Blanquera (Girona, Gironès, 1 de juny de 1989) és una jugadora de bàsquet catalana.
Llicenciada en Ciències de l'Activitat Física i l'Esport a l'INEFC, començà a jugar amb les Dominiques de Salt i el GEiEG. Es formà en categoria juvenil al Segle XXI. La temporada 2007-08 jugà al CB Femení Sant Adrià de la Lliga Femenina 2 i debutà a la Primera divisió amb l'Uni Girona CB la temporada 2009-10, amb el qual guanyà dues Lligues catalanes (2011 i 2012). Posteriorment, jugà amb el Club Basket Ciudad de Burgos i l'estiu de 2015 amb el Deportivo Berazategui de la Superlliga argentina. Des del setembre 2012 ha competit amb l'Agrupació Esportiva Sedis Bàsquet fins a la seva retirada, a excepció de la temporada 2021-22 on jugà a l'Ensino Lugo. Amb el club lleidatà guanyà tres Lligues catalanes (2016, 2017 i 2022). Internacional amb la selecció espanyola de bàsquet, disputà el Pre-Europeu de 2017 i de 2023. Amb la selecció catalana absoluta ha disputat dos partits internacionals, el primer contra Montenegro i el segon contra Ucraïna.
També ha competit en la modalitat de bàsquet 3x3 guanyant diverses proves d'àmbit estatal. Amb la selecció espanyola disputà l'Europeu de Romania 2014. Per altra banda, també ha exercit de delegada i de preparadora física en categories de formació. Anuncià la seva retirada esportiva el juny de 2023.